# Szpiglasowy Wierch
Der Szpiglasowy Wierch (deutsch Liptauer Grenzberg, tschechisch/slowakisch Hrubý štít) ist ein Berg an der polnisch-slowakischen Grenze in der Hohen Tatra mit 2172 m. ü.N.N. 

## Lage und Umgebung
Die Staatsgrenze verläuft über den Hauptgrat der Tatra, auf dem sich der Szpiglasowy Wierch befindet. Unterhalb des Gipfels liegen drei Täler, die Dolina Pięciu Stawów Polskich im Nordosten, die Dolina za Mnichem im Nordosten und die Temnosmrečinská dolina im Süden. 
Vom Gipfel der Kopa nad Wrotami im Osten wird der Szpiglasowy Wierch durch den Bergpass Wrota Chałubińskiego getrennt, von dem westlich gelegenen Gipfel Wyżni Kostur durch den Bergpass Wyżnia Liptowska Ławka und von dem nördlich gelegenen Gipfel Miedziane durch den Bergpass Szpiglasowa Przełęcz.

## Etymologie
Der polnische Name Szpiglasowy Wierch leitet sich von dem deutschen Wort Spißglas ab, das wiederum auf das in seiner Nähe einst abgebaute Stibnit zurückzuführen ist.
Der deutsche Name Gruby leitet sich von dem älteren polnischen Namen des Berges Gruby Wierch ab, der sich als dicker Gipfel übersetzen lässt.
Geläufig war auch die Bezeichnung Liptauer Grenzberg, der darauf abstellte, dass hier die einst ungarische, heute slowakische Region Liptau endet.

## Flora und Fauna
Trotz seiner Höhe besitzt der Szpiglasowy Wierch eine bunte Flora und Fauna. Es treten zahlreiche Pflanzenarten auf, insbesondere hochalpine Blumen und Gräser. Neben Insekten und Weichtieren sowie Raubvögeln besuchen auch Murmeltiere und Gämsen den Gipfel.

## Besteigungen
Erstbesteigungen:
- Sommer – Zygmunta Klemensiewicza am 20. August 1905
- Winter – Adam Karpiński und Wilhelm Smoluchowski am 8. April 1925

Der leicht zu besteigende Gipfel wurde jedoch mit Sicherheit von Bergleuten und Hirten bereits im 17. Jahrhundert bestiegen. Aus dem 18. Jahrhundert ist eine Beschreibung des Gipfels von Christian Genersich bekannt.

## Tourismus

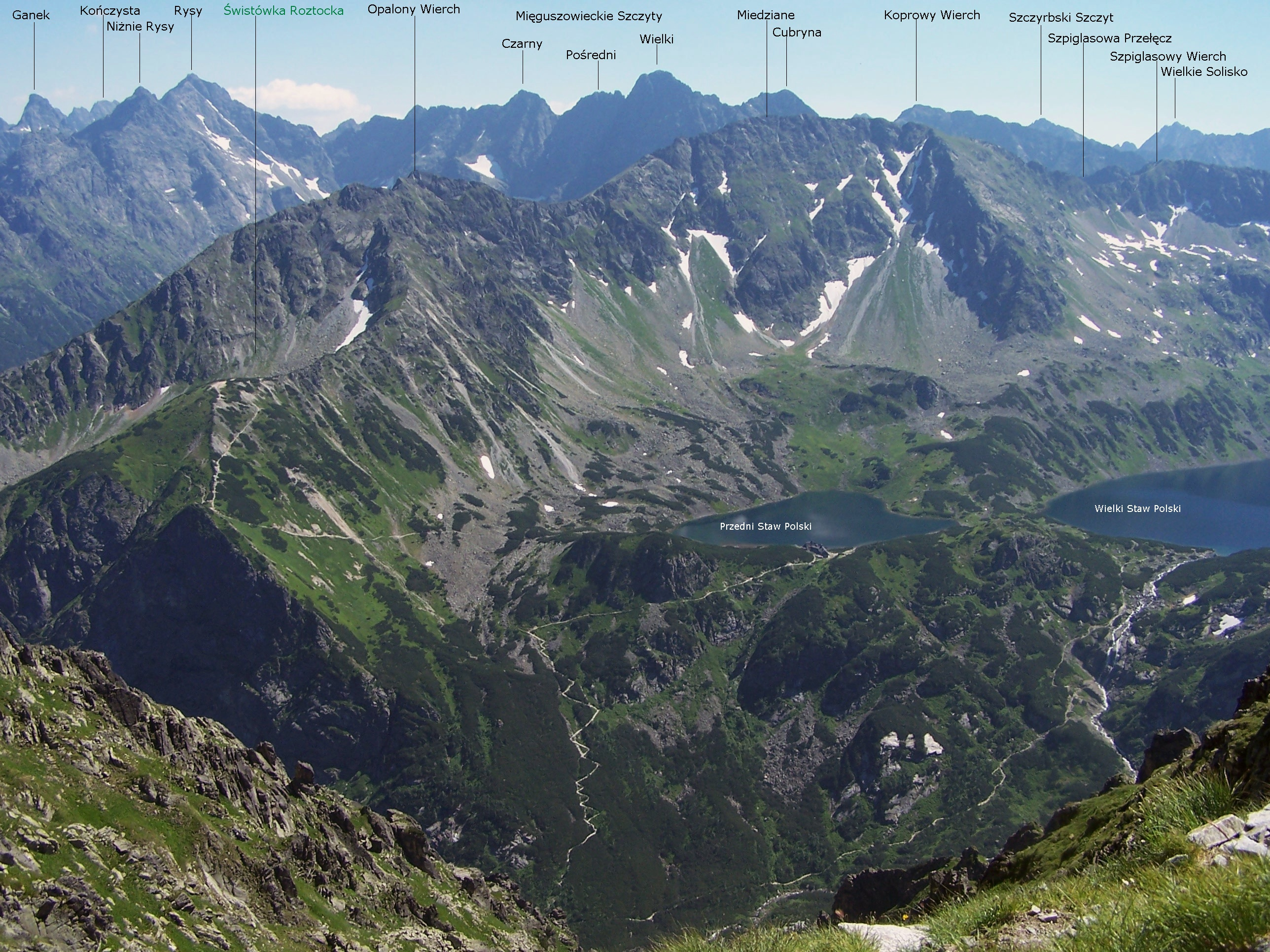
Blick vom Bergpass Krzyżne

Der Szpiglasowy Wierch ist bei Wanderern ein beliebter Gipfel. Der Aufstieg ist mittelschwer und der Gipfel ist von dem benachbarten Bergpass Szpiglasowa Przełęcz leicht zu erreichen.

### Routen zum Gipfel
Der Wanderweg auf den Szpiglasowy Wierch führt von polnischer Seite von dem Bergpass Szpiglasowa Przełęcz. 
- ▬ Ein gelb markierter Wanderweg führt von dem Bergpass Szpiglasowa Przełęcz auf den Gipfel. Der Bergpass ist wiederum auf gelb markierten Wanderwegen von den Tälern Dolina Pięciu Stawów Polskich und Dolina Rybiego Potoku zu erreichen. Der Aufstieg auf der Ceprostrada vom letztgenannten Tal ist besonders einfach und auch von ungeübten Wanderern leicht zu bewerkstelligen. Der Aufstieg von der gegenüberliegenden Seite ist dagegen kettengesichert. Als Ausgangspunkt für eine Besteigung aus den Tälern eignen sich die Berghütten Schronisko PTTK nad Morskim Okiem sowie Schronisko PTTK w Dolinie Pięciu Stawów Polskich.

## Belege
- Zofia Radwańska-Paryska, Witold Henryk Paryski, Wielka encyklopedia tatrzańska, Poronin, Wyd. Górskie, 2004, ISBN 83-7104-009-1.
- Tatry Wysokie słowackie i polskie. Mapa turystyczna 1:25.000, Warszawa, 2005/06, Polkart ISBN 83-87873-26-8.

## Panorama

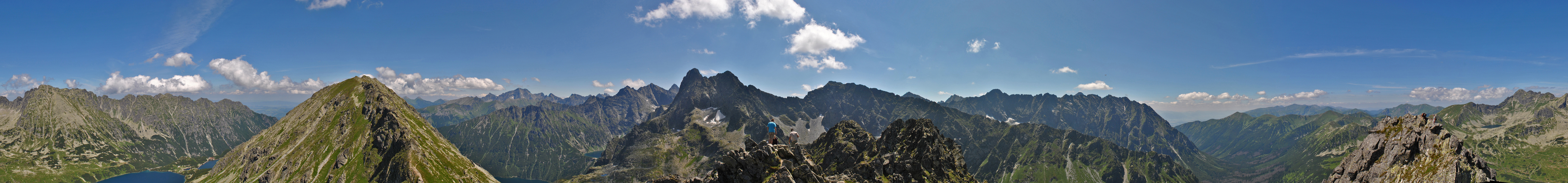
Panorama vom Gipfel